# 那智黒
那智黒 （なちぐろ）とは、和歌山県東牟婁郡太地町に本社を置く株式会社那智黒総本舗（なちぐろそうほんぽ）が製造・販売する飴。那智勝浦町周辺（新宮市、三重県熊野市・南牟婁郡御浜町、紀宝町など）で販売されている。

## 特色
「黒あめ那智黒」の商品名で株式会社那智黒総本舗が製造している。那智黒本舗は1877年（明治10年）に創業した。
和歌山県を代表する観光土産であり、高野山等の門前町でも店先に並べられている。和歌山県以外では、関東地方や京阪神・三重県のスーパーマーケット（イオンやライフ、マルハチなど）、JR新大阪駅、関西国際空港の売店などでも販売されている。
熊野の特産である那智黒石で作られた碁石にちなんだお菓子として生み出された。主原料に鹿児島県徳之島産の黒砂糖を使用している。値段も手頃で嵩張らないため、参詣土産として全国の信徒や来訪者が購入することが多い。

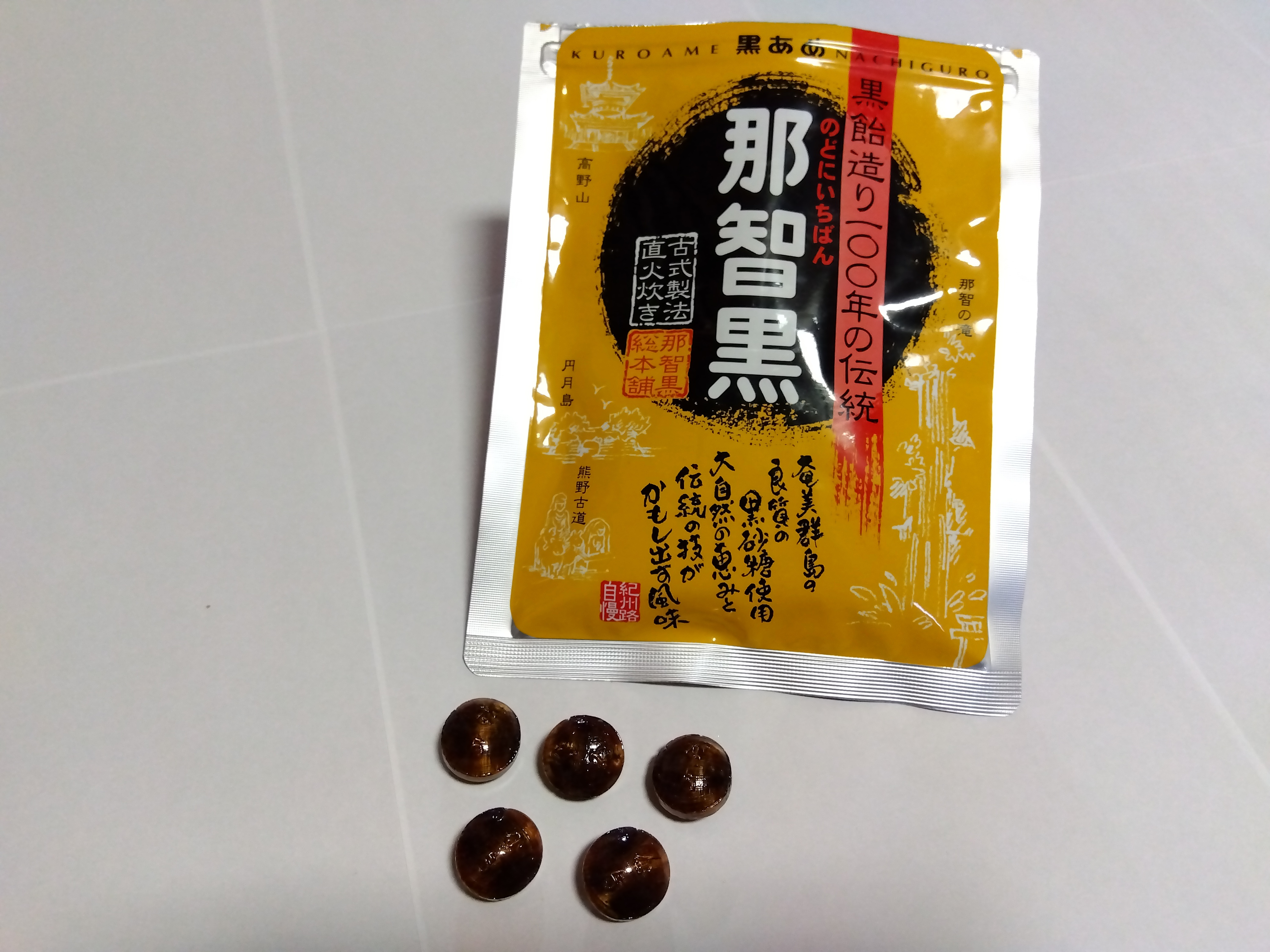
那智黒 170gのパッケージと内容物。飴には、両面にそれぞれ「なち」「ぐろ」と書かれている。

また、和歌山県推薦優良土産品に指定されている。
なお、那智黒総本舗黒飴は「黒あめ那智黒」と同じく黒砂糖を原材料に用いた羊羹やかりんとうの製造・販売も行っている。また、過去に九州向けに「薩摩の火」（さつまのひ）という商品名による黒飴も製造・販売していた。

## 沿革
- 1877年（明治10年） - 那智黒本舗が創業。
- 1942年（昭和17年） - 農林省から保存銘菓の指定を受け、戦時下にも製造された。
- 1955年（昭和30年）12月 - 個人経営より有限会社那智黒本舗設立。
- 1962年（昭和37年）11月 - 現本社工場が完成。
- 1972年（昭和47年） - テレビCMの放送を開始。1984年（昭和59年）頃まで放送。
- 1974年（昭和49年）3月 - 株式会社那智黒総本舗として組織・社名共に変更。
- 1989年（平成元年）5月 - 第21回全国菓子大博覧会において那智黒が名誉総裁賞を受賞。

## 広告
関西地方や東海3県、四国地方などでは1972年（昭和47年）から1984年（昭和59年）までテレビCMが放映されており、内容としては黒人俳優のチコ・ローランドが老婆とゴーゴーを踊り、そこに松鶴家千とせの陽気なスキャットが乗っているものであった。インパクトの強さから、同CMが放送されていた地域では一定の世代以上の知名度が高い。

## 備考
漫画・アニメ『キン肉マン』に登場するナチグロンのモチーフである。